# Kéri Piroska
| Kéri Piroska                              | Kéri Piroska                                 |
| Kattints az alábbi külső linkek egyikére! | Kattints az alábbi külső linkek egyikére!    |
| ----------------------------------------- | -------------------------------------------- |
| Nem található szabad kép.(?)              |                                              |
| külső link · jogvédett                    | Meghalt Kéri Piroska. Liter@ 2020. május 29. |

Kéri Piroska (Budapest, 1952. február 9. – 2020. május 29.) magyar szerkesztő, kiadó, irodalom- és művelődésszervező, a Szépírók Társasága alelnöke.
Fogadott testvére Kéri György biokémikus, fogadott nagyapja Sós Aladár építész.

## Életpályája
Nevelőanyja Kériné Sós Júlia pedagógus, szociológus, édesapja Kéri József volt, akit az 1956-os forradalom után börtönbüntetésre ítéltek. 
1966 és 1970 között az Árpád Gimnázium diákja volt. Egyetemi tanulmányait Debrecenben végezte, népművelő-könyvtáros szakon. Hét évig könyvtárosként dolgozott a Központi Statisztikai Hivatal Könyvtárában, majd további két évig a Goldberger Textilművek könyvtárában. Később szerkesztőségek titkára lett: előbb az Új Írásnál (1986-tól), majd a Múlt és Jövőnél és 1992-től a Cserépfalvi Könyvkiadónál. 2000-től a Magyar Könyvklubnál dolgozott. Lakásában 1988–2002 között irodalmi szalont tartott fenn. A Seneca Kiadó egyik alapítója és 1994-től 1999-ig ügyvezető igazgatója volt, ahol kezdetben klasszikus, majd egyre inkább kortárs fiatal írók műveit jelentette meg.
A Szépírók Társaságának 2004-től a titkári teendőit látta el, majd 2012-től haláláig alelnöke volt. Számos fiatal kortárs író pályakezdését támogatta, de magának csak egyetlen könyve jelent meg, nevelőanyja 80. születésnapja alkalmából: 
- Sugárkoszorú – Sós Júlia és köre / Dokumentumok, emlékezések, levelek (Pufi Press Kiadó, Budapest, 2003)

## Díjai, elismerései
- Magyar Történelmi Társulat pedagógiai pályázatának különdíja (1986)

A Szépírók Társasága elnöksége 2020. szeptemberben bejelentette, hogy Kéri Piroska emlékére díjat alapít, melyet évente az irodalomszervezésben kiemelkedő személyek kaphatnak meg.